# Bengt Lindblad (brottare)
Bengt Olof Lindblad, född 26 augusti 1925 i Öxnered i Vänersborg, död 6 mars 1993 i Trollhättan, var en svensk brottare.
Lindblad representerade Sverige vid OS i Helsingfors 1952, där han blev oplacerad i fristil (79-kilosklassen), samt vid OS i Melbourne 1956, där han också blev oplacerad i samma gren. På klubbnivå brottades han för Trollhättans AK.